# 観音寺市郷土資料館
観音寺市郷土資料館（かんおんじしきょうどしりょうかん）は、香川県観音寺市にある複数の郷土資料館の総称。
豊浜町の観音寺市豊浜郷土資料館（コットンミュージアム）、伊吹町（伊吹島）の伊吹島民俗資料館、大野原町の観音寺市ふるさと学芸館の3施設からなる。かつて有明町には1980年（昭和55年）6月開館の観音寺市郷土資料館本館もあった。

## 施設

### 観音寺市豊浜郷土資料館
観音寺市豊浜郷土資料館（コットンミュージアム）は旧豊浜町の歴史・文化・産業を主題とした資料館である。毎年、豊浜郷土資料館サポーター養成講座を開講している。

### 伊吹島民俗資料館
伊吹島民俗資料館は旧伊吹幼稚園の建物を転用した資料館であり、伊吹島の漁具・民具・文書などを保存展示している。秋季には敷地内にアサギマダラが飛来する。

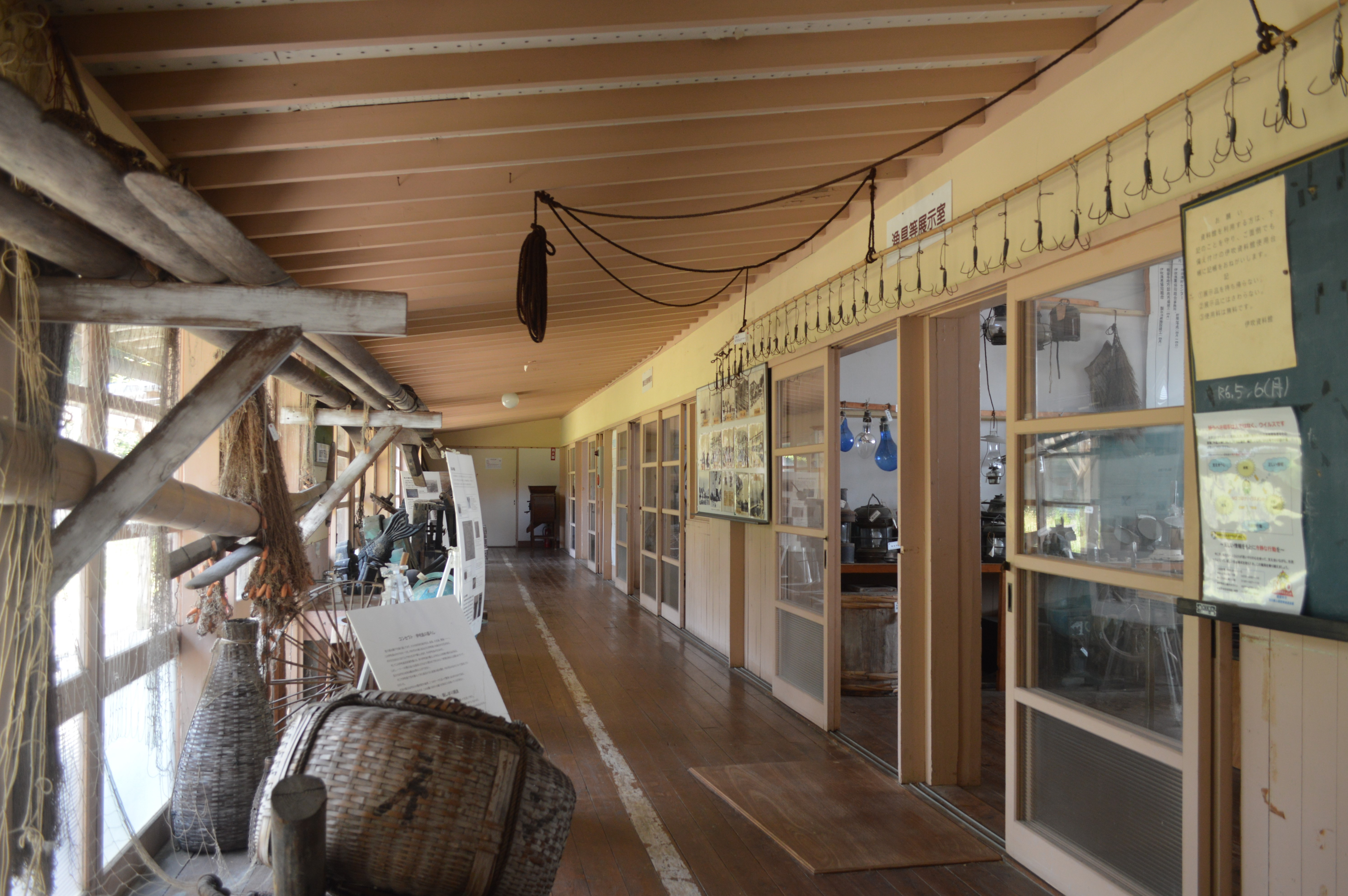
廊下の展示
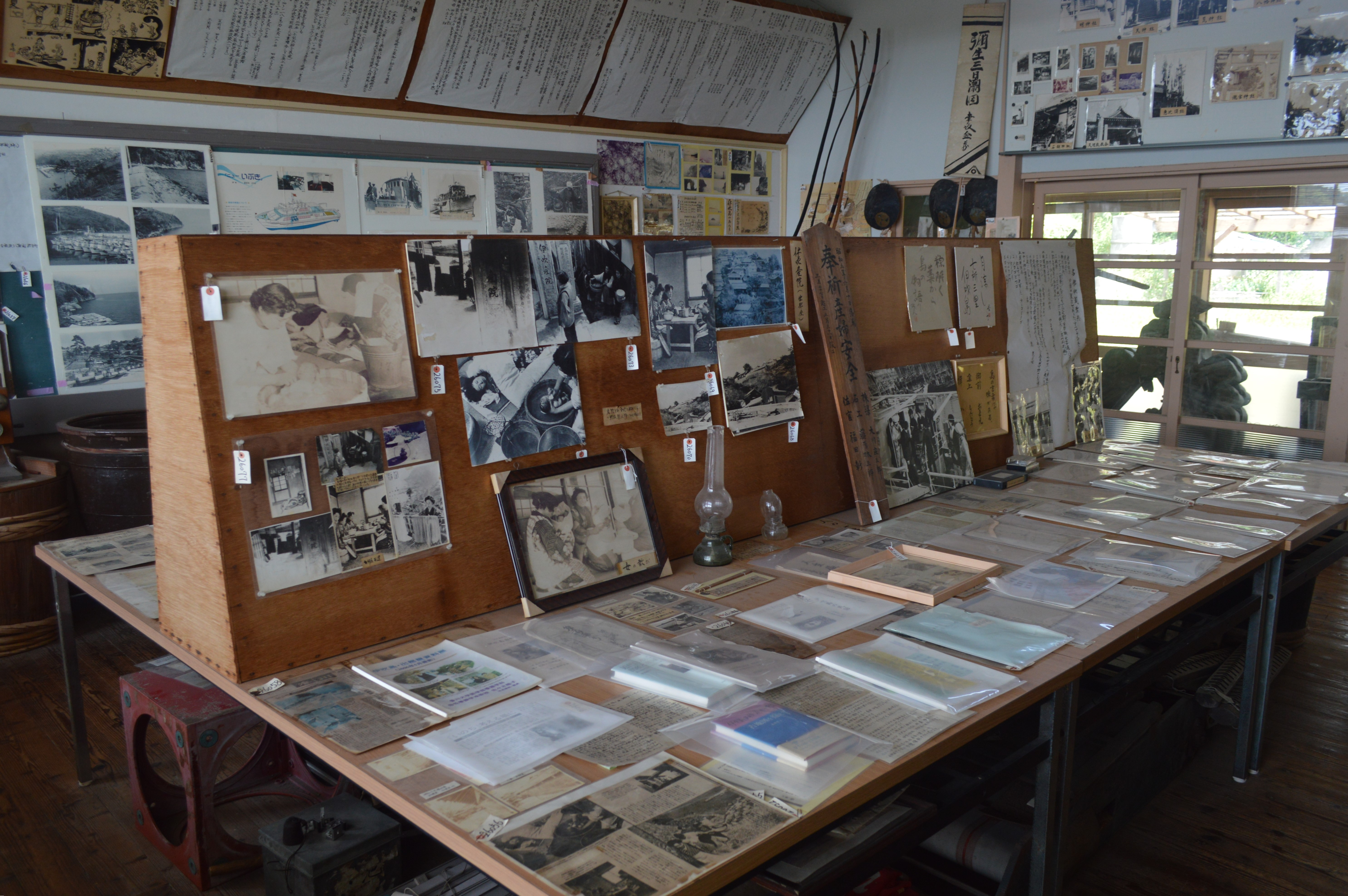
展示室

### 観音寺市ふるさと学芸館
観音寺市ふるさと学芸館は旧観音寺市立紀伊小学校の建物を転用した資料館であり、旧大野原町を含む観音寺市の民具や民俗資料などを展示している。

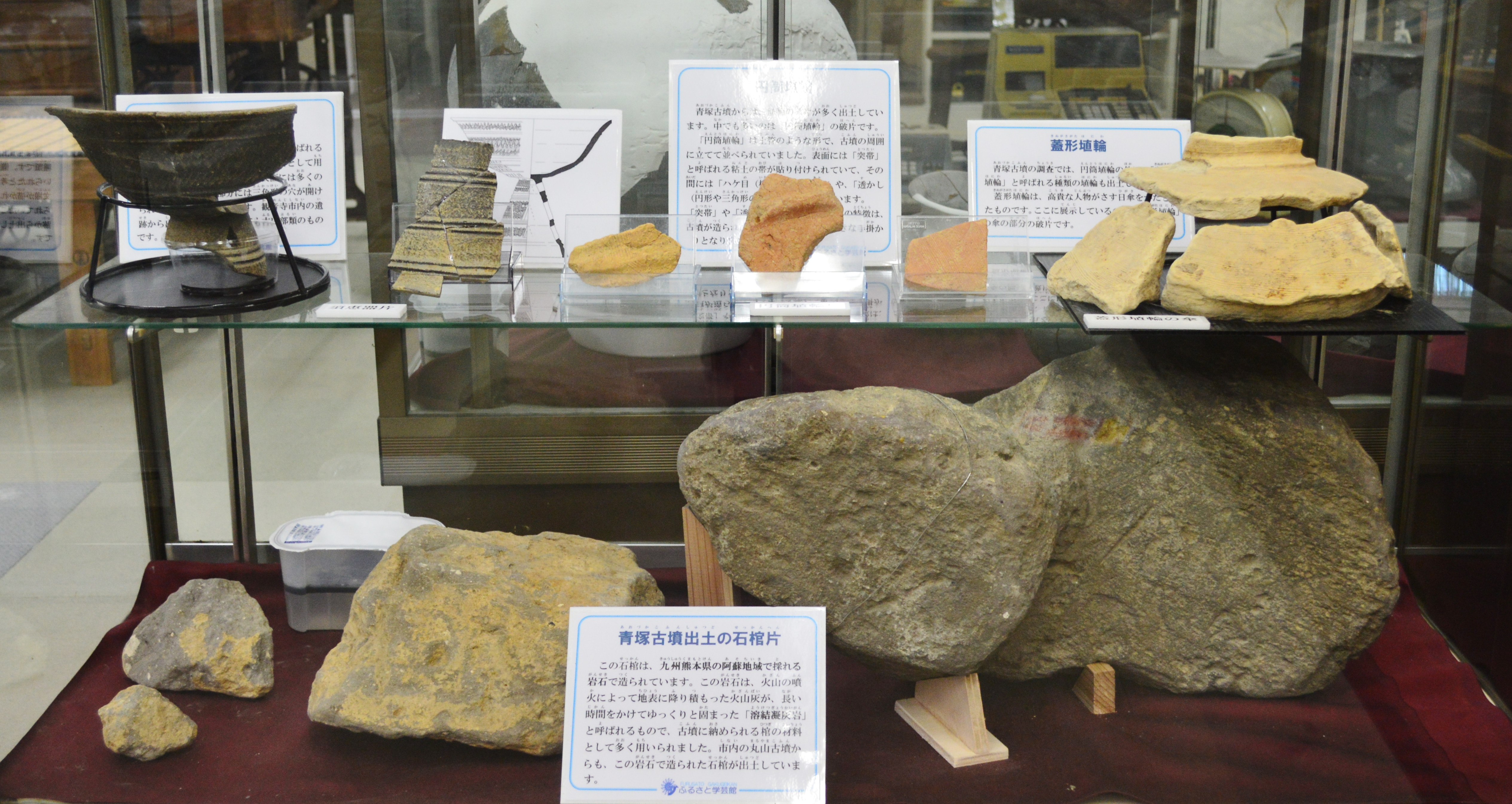
青塚古墳の出土品
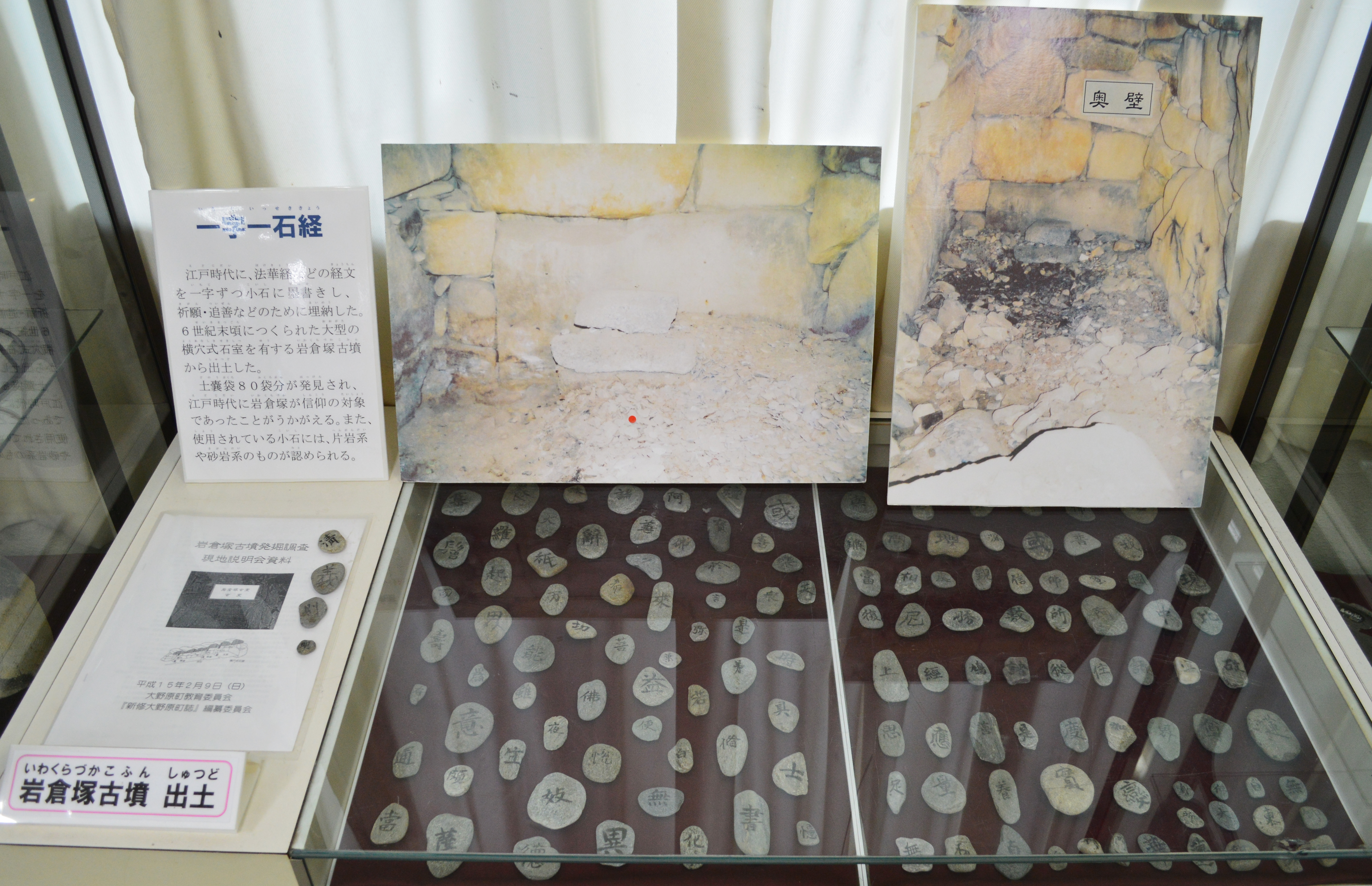
岩倉塚古墳の出土品

### 観音寺市郷土資料館本館（閉館）

#### 歴史
1914年（大正3年）には三豊郡観音寺町に三豊郡農業会農事試験場が竣工した。その後建物はまず産業勧業館に転用されたが、1926年（大正15年）には産業勧業館内に郷土資料館の前身である観音寺町立讃岐博物館が併設され、1927年（昭和2年）3月には正式に讃岐博物館が発足した。太平洋戦争中は休館していた。
戦後には讃岐博物館と観音寺町立図書館が併設されて開館した。1955年（昭和30年）には観音寺市が発足し、観音寺市立讃岐博物館と観音寺市立図書館に改称した。1979年（昭和54年）には観音寺市立図書館が観音寺市教育文化会館内に移転したため、同年には建物の半分が解体修理され、1980年（昭和55年）6月に観音寺市立郷土資料館が開館した。1998年（平成10年）9月2日には登録有形文化財に登録された。
2018年（平成30年）3月には観音寺市立郷土資料館が閉館し、同年秋には建物内にことひきカフェが開店した。

#### 建築
左右対称の木造2階建であり、1階・2階ともに2連の上げ下げ窓を有する。2階の中央部には切妻の破風を有し、屋根は瓦屋根という和洋折衷の洋館である。本館の背後には渡廊下で結ばれた展示館があり、その奥には収蔵庫がある。敷地は琴弾公園の一部とされる。

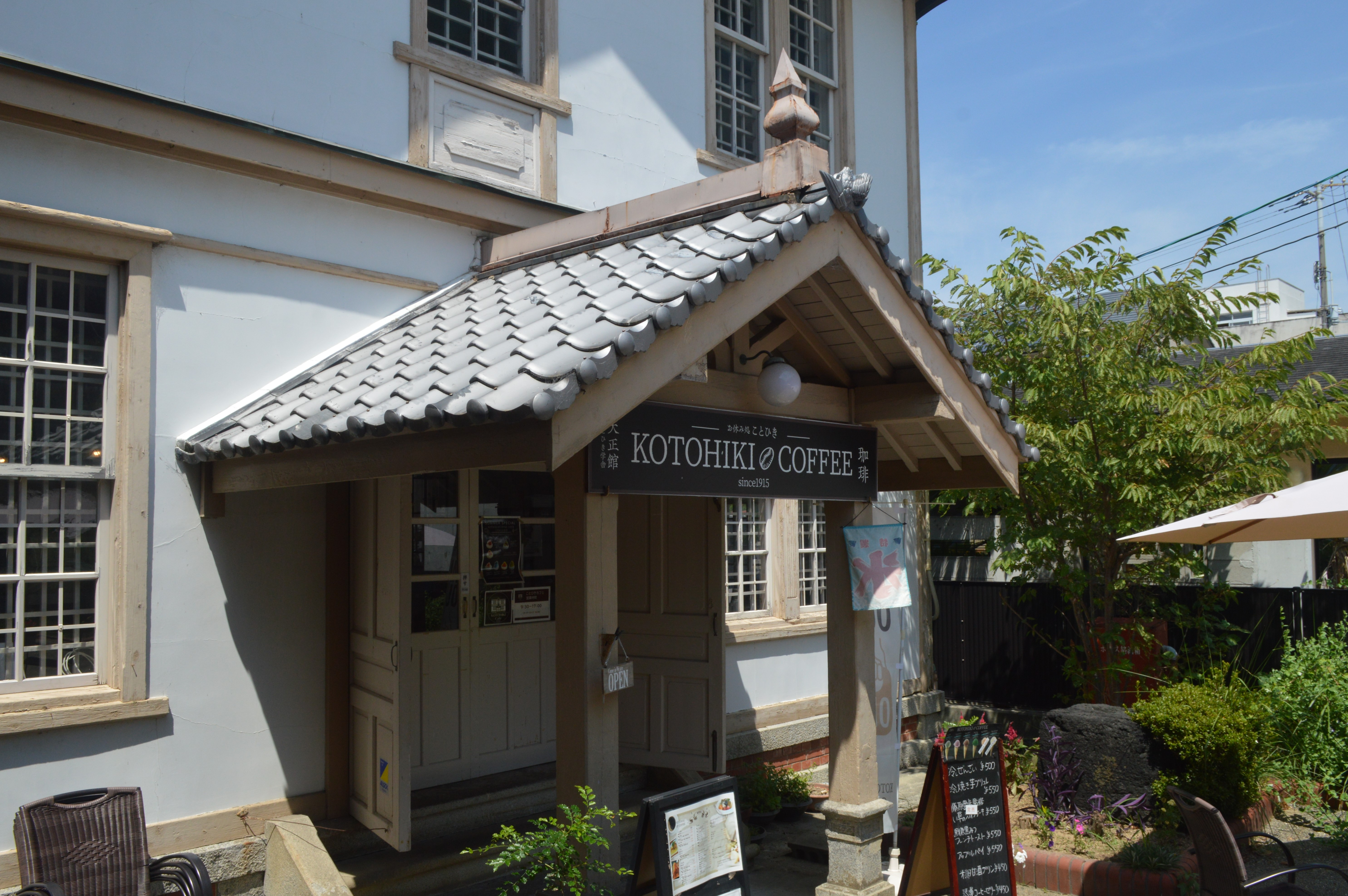
玄関ポーチ
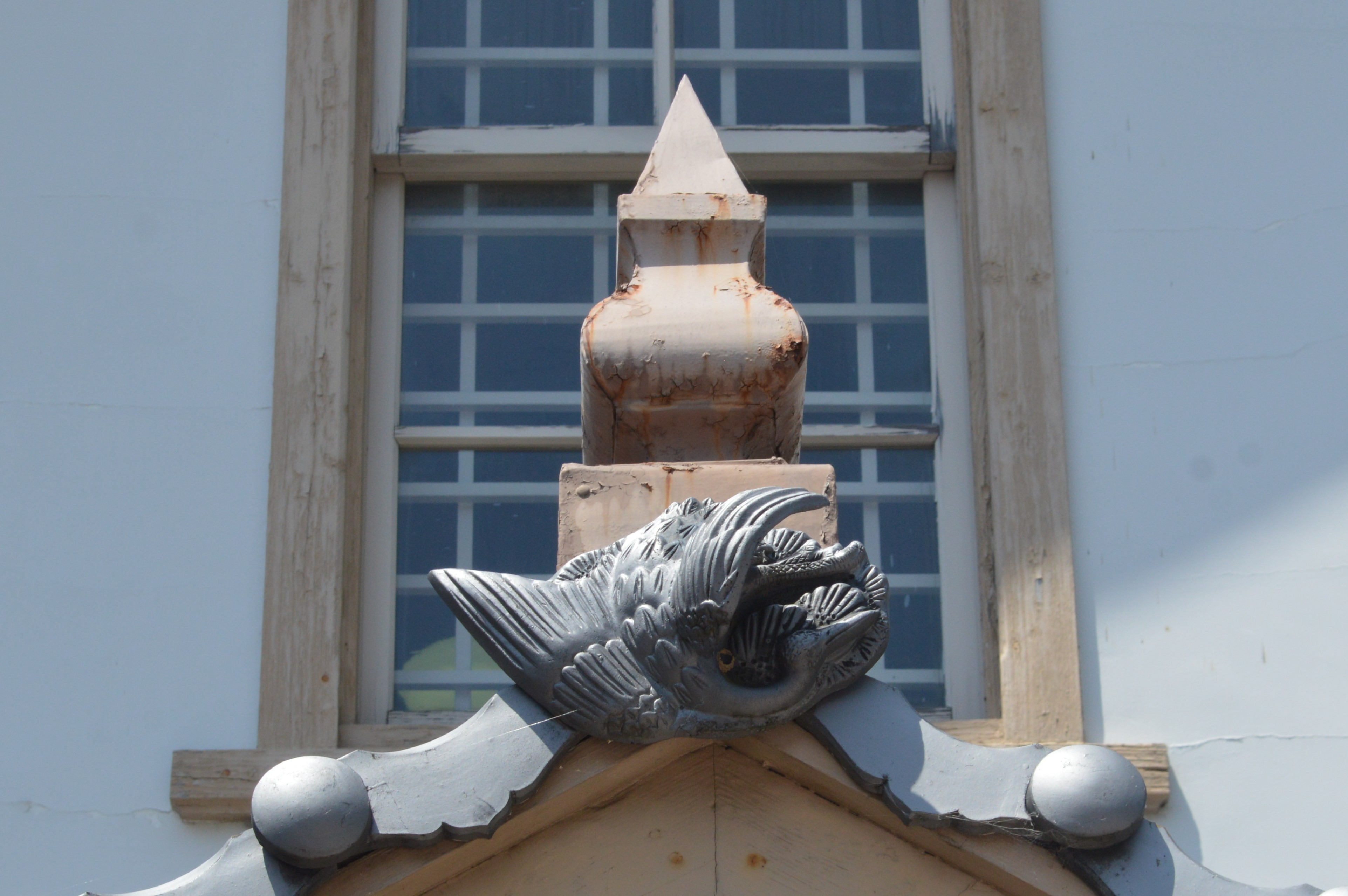
飾り瓦